# Песма над песмама
Песма над песмама (хебр. שיר השירים ; лат. Canticum canticorum) се традиционално сврстава у мудросну књижевност заједно са Књигом о Јову, Причама Соломоновим и Књигом проповедниковом.
Сачувана је у хебрејској Библији и Старом завету и ставља се међу Списе. Читала се за време Пасхе. Била је повод бројних проучавања и тумачења кроз векове. 
Песма над песмама или Песма Соломонова представља збирку љубавних песама. Постоји могућност да је на почетку била и збирка вереничких или сватовских песама. 

## Ауторство
Иако се на самом почетку, у првом стиху прве главе, «Песма над песмама» доводи у везу са Соломоном, краљем Израела (968. п. н. е. - 928. п. н. е.), он није њен аутор. Одлике хебрејског језика, са утицајима арамејског, датирају Песму између 4. и 3. века п. н. е. Приписивање њеног ауторства Соломону данас има само симболичан значај, будући да је јеврејски краљ био познат не само по свом неимарству него и бројним браковима и раскошном љубавном животу. 
Према хебрејским учењацима име Соломон, на хебрејском Шеломо, (Сулејман на арапском) у Песми над песмама је свето, јер није то име краља Соломона, већ се оно односи на божанственог краља који поседује мир. На тај начин изведена је теолошка игра речи између шалом, што значи мир, и имена Шаломе, што значи Мирољубив.

## Структура
Највећи део «Песме над песмама» је у форми дијалога између двоје љубавника, младожење и невесте, при чему кћери јерусалимске служе као погодан литерарни оквир. Осам песама повезано је у јединствену целину коју чине:

Пролог: Чежња за вереником (1,1 – 4)

Почетни стих песме нас обавештава да ју је написао Соломон и гласи: „Соломонова песма над песмама“. У почеку вереница се обраћа веренику говорећи да је његова љубав најслађа, стога има много удварача које желе његову љубав. Она га такође воли и зато жели с њим да побегне, будући да ју је краљ одвео у своје одаје. На њен зазив одговара јој хор девојака које је теше да ће имати разлога за весеље и да ће сви заједно да славе њихову љубав.

Прва песма: Први сусрет (1,5 – 2,7)

Вереница описује свој изглед, а хор девојака назван Кћери Јерусалимске је помно слушају. Она говори да је црна, али лепа. Поцрнела је јер је морала да чува винограде, а притом је заборавила да чува и своју лепоту. Онај кога љуби је пастир, стога моли да јој каже где се одмара како не би морала да лута тражећи га. Тада јој се обрати Соломон, удељујући јој комплименте. Говори јој како има лепе образе, па ће да јој направи златне минђуше са сребреним привесцима. Соломон је хвали док она хвали свог вереника и стално јој се обраћа називајући је својом пријатељицом.

Друга песма: Узајамна љубав (2,8 – 3,5)

У овом делу вереник тражи вереницу. Прошла је зима и дошло пролеће, што се види по цветању цвећа и плодова. Вереник мора да пређе брда и долине да би могао да дође до своје веренице. Он је попут срне док трчи ка њој. Дође до зида, па гледа кроз решетке и зазива вереницу речима О драгано, о љепото, голубице моја“. Жели да јој чује глас и види лице.
Онда вереница тражи вереника. Тражи га по свом лежају јер толико жуди за њим, али га тамо не проналази. Тражи га и по граду, па сретне стражаре које моли за помоћ. Они јој помогну у потрази. Кад напокон пронађе свог вереника, одлучи да више никада неће да га пусти. Али понавља како не жели да буди љубав док се она сама не пробуди.

Трећа песма: Вереницу доводе веренику (3,6 – 5,1)

Хор девојака део је свадбене поворке. Ћерке Јерусалимске коментаришу Соломонову носиљку коју виде у даљини. Око њега стоји 60 момака обучених за ратовање. Носиљку је направио сам Соломон као свој престо. Направљена је од либанонског дрвета и богато је украшена.
Соломон се тада диви изгледу веренице. Упоређује њене делове тела с животињским атрибутима и свакаквим прекрасним стварима, не налазећи јој мане. Ипак, вереницу њен вереник позива са собом јер га је на први поглед освојила. Она њега позива у своју башту, да у њему поједе најбоље плодове.

Четврта песма: Љубав веренице у искушењу (5,2 – 6,3)

Вереници драги покуца на врата одаје, али она не зна да ли би га пустила. Прво се двоуми, али онда ипак крене према вратима да их отвори, али кад их отвори, с друге стране није било никога. Вереник је одолио искушењу и отишао, па вереница одлази да га тражи по граду. И овога пута пита за помоћ стражара, али они овај пут не желе да јој помогну, већ је терају. Затим вереница моли ћерке Јерусалимске да јој помогну у потрази. Описује им свог драгог, а оне се питају где је отишао.

Пета песма: Пристанак и радост веренице (6,4 – 8,5)

Соломон моли вереницу да се врати у његове одаје, хвали је и велича успут. Она одговара да припада другоме. Овде су заручници већ сигурни у своју љубав, па хвале врлине оног другог, маштајући какав ће живот да им буде. Трајност и чврстоћу њихове љубави потврђују стихови: „Стави ме као знак на срце, као печат на руку своју, јер љубав је јака као смрт, а љубомора тврда као гроб.“
Постоји и део назван Додаци који је изгубљен, где се прича о браћи веренице и о Соломоновим вртовима.
На основу језика, стила и композиције може се закључити да је све песме, осим каснијих додатака (8,8 – 14 и можда 8,6 – 7) написао један аутор.
Основни тон је љубавни, еротски. У Песми се употребљавају такви изрази који се могу односити на сексуалну љубав. Мушкарац и жена, који изговарају већи део љубавних порука, истичу своју узајамну љубав, жудњу и дивљење. Обоје доста детаљно описују дражи своје вољене особе. Физички опис који наизменично дају двоје љубавника долази до смелих појединости. Честа употреба израза «невеста» наводи на помисао да се ова поезија могла рецитовати приликом венчања. 
Песма над песмама има највише сличности са љубавном поезијом старог Египта из 13. и 12. века п. н. е, са песмама које су описивале физичку привлачност љубавника, песмама љубавне жудње, дивљења и хваљења. Сличност се огледа у чулним сликама које нису богате само визуелним детаљима већ и звуковима, додирима и ароматичним мирисима. Поред тога у Песми наилазимо на употребу именица «сестро» и «брате» који су устаљени термини египатских љубавних песама. Заједничке су им и теме одсутност вољене особе и «бити болестан од љубави».

## Тумачења
Поставља се питање како је «Песма над песмама» могла наћи место у збирци светих књига. Од најстаријих времена о томе се расправљало међу хебрејским учењацима. Изгледа да се расправа о томе повела између ондашње две школе Шамаје и Хилела; расправа се протегла до другог века нове ере када је рабин Аквиба (135. п. н. е.) изјавио: «Сви су списи Старога завета свети, али је Песма над песмама пресвета.» (Mishna, Jadaim, III, 5). На сабору у Јавнеу 90. н. е. било је извесног супротстављања намери да се ова књига канонизује. Но и поред тога, она је прихваћена и постала делом хебрејске Библије (хеб. TANAH). У хришћански канон је примљена без отпора будући да је постојала у хебрејској Библији и Септуагинти.
Ово дело је током векова различито тумачено. Тумачења се могу свести на два:
- Алегоријско тумачење. Означава љубав Бога према народу Израела.
- Дословно тумачење. Похвала људској љубави.

У хебрејизму је преовладала историјско-теолошка алегорија по којој Песма описује љубав, или завет, између Бога и изабраног народа Израела, при чему се Израел представља као божанска невеста. Овај начин тумачења био је прикупљен у посебни Мидрах о Песми, и у арамејској парафрази која није слободан превод књиге, већ представља једно опширно алегоријско тумачење. Било је и тумачења по којима Песма симболизује идеалну љубав Соломона са Мудрошћу. 
У хришћанском тумачењу Песма над песмама симболизује спој и мистично венчање Исуса Христа са Црквом. Касније се она тумачила као слика односа између Христа и поједине душе или Светога Духа и Марије. 
Међутим, ништа у овим песмама не одаје утисак да је намера аутора била да алегоријски говори о љубави. Када употребљавају алегорију, библијски писци је никада је не остављају неразрешеном. Њу обавезно прате објашњења. Библијски писци нас никада не остављају у недоумици и увек се труде да до краја објасне слику коју су употребили као алегорију. Када употребљавају слику брака да прикажу однос између Бога и његовог изабраног народа увек је јасно да се ради о алегорији. Затим, када и користе слику брака они су суздржани у свом говору. И поред дуге традиције алегоријско тумачење није одрживо. У дословном тумачењу на Песму се гледа као на љубавну песму, односно збирку љубавних песама које славе љубав између мушкарца и жене.
По свему судећи, да није било алегоријског тумачења теолога, Песма над песмама нестала би нетрагом.